# Hoonebooey
Hoonebooey (Woodnebooey), Kod Swantona naziv za jednu sjevernopajutsku skupinu što su živjeli istočno od Cascade i južno od Blue Mountainsa u Oregonu.
Hodge za njih samo kaže da su jedna od šošonskih neidentificiranih skupina ili plemena koja je na navedenom lokalitetu živjela 1865. Te su godine uključeni uz pleme Watatkah (Wa-tat-kah) u mirovni ugovor sa Zmijskim Indijancima iz 1865., a spominju se u članku 5